# Andromède I
Andromeda I est une galaxie naine sphéroïdale. Elle fut découverte par Sidney van den Bergh en 1972 en même temps que les galaxies Andromeda II, III et IV,.
Distante de 2,6 millions d’années-lumière, Andromeda I se situe à 150 000 années-lumière de la Galaxie d’Andromède, dont elle est une galaxie satellite.